# Bowser Jr.
Bowser Jr., conosciuto in Giappone come Koopa Jr. (クッパJr.?, Kuppa Junia) è un personaggio ideato da Nintendo facente parte del franchise di Mario. È il figlio di Bowser.

## Aspetto
Bowser Jr. è un tartarughino giallo con la testa verde e assomiglia molto a suo padre Bowser quando era piccolo. Ha un piccolo ciuffo sulla testa, legato da un "elastico"  di metallo e solitamente porta un bavaglino con disegnata una bocca con denti aguzzi. Sui polsi ha due bracciali di metallo. Ha quattro sezioni sulla pancia e sulle piante dei piedi ha cuscinetti.
Bowser Jr. varia altezza nei vari giochi: in Super Mario Sunshine è meno alto di Mario, in New Super Mario Bros. è alto quanto Mario, in Super Mario Galaxy supera in altezza anche Peach, mentre in New Super Mario Bros. Wii, Super Mario Galaxy 2 e Mario & Sonic ai Giochi Olimpici Invernali torna alla sua normale altezza, ovvero più basso di Mario.

## Storia
È apparso per la prima volta in Super Mario Sunshine. È l'antagonista principale sia di Super Mario Sunshine (dove appare per la prima volta sotto le mentite spoglie di Mario Ombra) che di New Super Mario Bros., in entrambi i quali il padre ricopre un ruolo marginale. Appare inoltre in tutti i vari giochi di sport della serie di Mario, spesso con gli attributi Veloce e Tecnico come valori più alti. Appare anche in Super Mario Galaxy insieme al padre come boss. Compare nuovamente nel gioco sportivo Mario Super Sluggers. Bowser Jr. condivide molte caratteristiche fisiche con il padre, con la differenza principale nel codino rosso anziché la cresta di Bowser, due piccoli occhi neri, un muso più rotondo e paffuto, e un unico piccolo dente appuntito visibile fuori dalla sua bocca, tutti aspetti che lo rendono praticamente uguale al padre quando era piccolo. Indossa un bavaglio il quale inizialmente raffigurava i baffi e il naso di Mario, ma è stato in seguito rimpiazzato dal disegno di una bocca con denti aguzzi.
In Super Mario Sunshine, Bowser Jr. usa un pennello magico, inventato dal Professor Strambic, e uno speciale bavaglio blu che lo trasforma in un doppelgänger di colore blu di Mario, Mario Ombra. Sotto queste sembianze, il piccolo Koopa vandalizza la splendida Isola Delfina, ingannando gli abitanti di essa facendogli credere che sia Mario il vero colpevole. Egli combina questo disastro perché Bowser gli racconta che Peach è sua madre, e Mario l'ha rapita. Bowser Jr. la rapisce a sua volta, e in seguito viene sconfitto con suo padre. Così, capisce che la Principessa Peach non è in realtà sua madre, ma giura comunque vendetta contro Mario.
In New Super Mario Bros. Wii, Bowser Jr. si infiltra nel Castello di Peach nascondendosi nella torta di compleanno della principessa, per poi sbucare fuori improvvisamente e rapirla. Dopodiché, il piccolo Koopa sfugge ai fratelli Mario a bordo di una delle navi volanti di Bowser.
In Mario Kart Wii è sbloccabile giocando tutti i circuiti Wii 100cc prendendo in tutti almeno una stella come punteggio finale. In Mario & Sonic ai Giochi Olimpici di Rio 2016 è un personaggio giocabile. Nel 1995, in Super Mario World 2: Yoshi's Island, era comparso un personaggio simile a lui, Baby Bowser, il quale compariva in altri giochi di Yoshi, per esempio Yoshi's Story (1997).Compare anche,stavolta come co-protagonista,in Bowser's Fury in cui aiuta Mario a liberale suo padre Bowser sotto effetto di un inchiostro nero che lo fa diventare Bowser Furioso.

## Apparizioni

### Apparizioni come personaggio non giocabile
- Super Mario Sunshine - GameCube - 2002
- New Super Mario Bros. - Nintendo DS - 2006
- Super Mario Galaxy - Wii - 2007
- New Super Mario Bros. Wii - Wii - 2009
- Super Mario Galaxy 2 - Wii - 2010
- New Super Mario Bros. U - Wii U  - 2012
- Mario & Luigi: Dream Team Bros. - Nintendo 3DS - 2013
- Mario Party 10 - Wii U - 2015
- Mario + Rabbids Kingdom Battle - Nintendo Switch - 2017
- Paper Mario: The Origami King - Nintendo Switch - 2020
- "Super Mario Bros. Wonder" - Nintendo Switch - 2023

### Apparizioni come personaggio giocabile
- Mario & Luigi Viaggio Al Centro di Bowser + Scagnozzi di Bowser - Nintendo 3DS - 2019
- Mario Golf: Toadstool Tour - GameCube - 2003
- Mario Kart: Double Dash!! - GameCube - 2003
- Mario Power Tennis - GameCube - 2004
- Mario Superstar Baseball - GameCube - 2005
- Mario Slam Basketball - Nintendo DS - 2006
- Mario Strikers Charged Football - Wii - 2007
- Mario Kart Wii - Wii - 2008
- Mario Super Sluggers - Wii - 2008
- Mario & Sonic ai Giochi Olimpici Invernali - Wii, Nintendo DS - 2009
- Mario & Sonic ai Giochi Olimpici di Londra 2012 - Wii, Nintendo 3DS - 2011, 2012
- Mario Tennis Open - Nintendo 3DS - 2012
- Mario Kart Arcade GP DX - Arcade - 2013
- Mario Golf: World Tour - Nintendo 3DS - 2014
- Mario Tennis: Ultra Smash - Wii U - 2015
- Mario & Sonic ai Giochi Olimpici di Rio 2016 - Nintendo 3DS, Wii U - 2016
- Mario Sports Superstars - Nintendo 3DS - 2017
- Mario Kart 8 Deluxe - Nintendo Switch - 2017
- Super Smash Bros. Ultimate - Nintendo Switch - 2018
- Mario Tennis Aces - Nintendo Switch - 2018
- Super Mario Party - Nintendo Switch - 2018
- Mario Kart Tour - iOS, Android - 2019
- Super Mario 3D World + Bowser's Fury - Nintendo Switch - 2021
- Mario Golf: Super Rush - Nintendo Switch - 2021